# Chorthippus corsicus
Chorthippus corsicus är en insektsart som först beskrevs av Lucien Chopard 1923.  Chorthippus corsicus ingår i släktet Chorthippus och familjen gräshoppor. Inga underarter finns listade i Catalogue of Life.